# Johannes Hendrik Thiel
Johannes Hendrik Thiel (* 27. Januar 1896 in Amsterdam; † 19. Mai 1974 in Utrecht) war ein niederländischer Altphilologe und Althistoriker.

## Leben
Thiels Eltern, der Jurist Jan Hendrik Thiel, und Thiska geb. Wehrbein, zogen 1903 nach Haarlem, wo Johannes Hendrik Thiel das Gymnasium besuchte. 1914 begann er mit dem Studium der Altphilologie an der Universität Amsterdam. Die Erfahrung des Ersten Weltkriegs weckte sein Interesse für Geschichte. Sein akademischer Lehrer war der Althistoriker Ursul Philip Boissevain. 1920/21 folgte ein Jahr Studium in Berlin bei dem Gräzisten Ulrich von Wilamowitz-Moellendorf und dem Historiker Eduard Meyer. Am 31. Mai 1922 promovierte er bei Boissevain mit einer Arbeit über Xenophon; die Erwartung, als Nachfolger Boissevains berufen zu werden, erfüllte sich nicht. Im Sommer 1922, nach seiner Heirat, wurde er in Haarlem an seinem ehemaligen Gymnasium Lehrer für Alte Sprachen. Seit 1927 war er als Assistent des Klassischen Archäologen und Althistorikers Alexander Willem Byvanck Privatdozent für Alte Geschichte an der Universität Leiden, seit 1930 außerordentlicher Professor. 1938 wurde er Mitglied der Königlichen Niederländischen Akademie der Wissenschaften. In der deutschen Besatzungszeit trat er wie viele andere niederländische Professoren nach der Bombenexplosion in Leiden (1942) zurück. Nach seiner Entlassung war er zeitweise in Haft und musste danach vorsichtig sein. In seiner freien Zeit wandte sich Thiel einem neuen Thema zu, der antiken Marinegeschichte. 1946 erhielt Thiel den Lehrstuhl für Alte Geschichte an der Universität Utrecht als Nachfolger von Hendrik Bolkestein. Der fast 50-Jährige hielt eine programmatische Antrittsrede über die Eigenständigkeit von Klassischer Archäologie und Altertumswissenschaft. 1964 wurde er emeritiert.

## Lehre
In einer ersten Phase seiner wissenschaftlichen Tätigkeit beschäftigte sich Thiel mit altgriechischen Rechtsquellen. Später befasste er sich mit antiken Biografien, vor allem dem Leben römischer Kaiser. Die dritte Phase seines wissenschaftlichen Werks war der römischen Marinegeschichte gewidmet. Von seinem unvollständig gebliebenen Hauptwerk erschienen zwei Teile: Studies on the history of Roman sea-power in republican times (1946) und  A history of Roman sea-power before the second Punic war  (1954).

## Persönlichkeit
Thiel war sehr schüchtern und auch nach 40 Jahren Lehrtätigkeit kostete es ihn jedes Mal erneut Mühe, den Hörsaal zu betreten. Sich selbst und seinen Mitmenschen gegenüber setzte er hohe Maßstäbe, bei Zeichen von Faulheit konnte er schnell ärgerlich werden, allerdings ohne zu hassen. Für ihn waren Überzeugung, Engagement und Persönlichkeit zentrale Eigenschaften des Historikers bzw. Wissenschaftlers. Er sah den Wissenschaftler darum als einsamen Akteur, an Teamarbeit glaubte er nicht.
Trotz der persönlichen Distanz zu seinen Zeitgenossen war er bei Gymnasiasten und Studenten äußerst beliebt und angesehen, laut Nachruf waren diese geradezu „lyrisch“ über seine Art, zu dozieren. Über seine Äußerung, dass, wenn er zu Zeiten Julius Cäsars gelebt hätte, er sich seinen Mördern angeschlossen hätte, „um ihm das zu geben, was ihm zusteht“, mögen in den frühen 1960er Jahren Historikerkollegen die Nase gerümpft haben – bei den Studenten gewann er hierdurch Respekt und Zuneigung.